# グロスター公

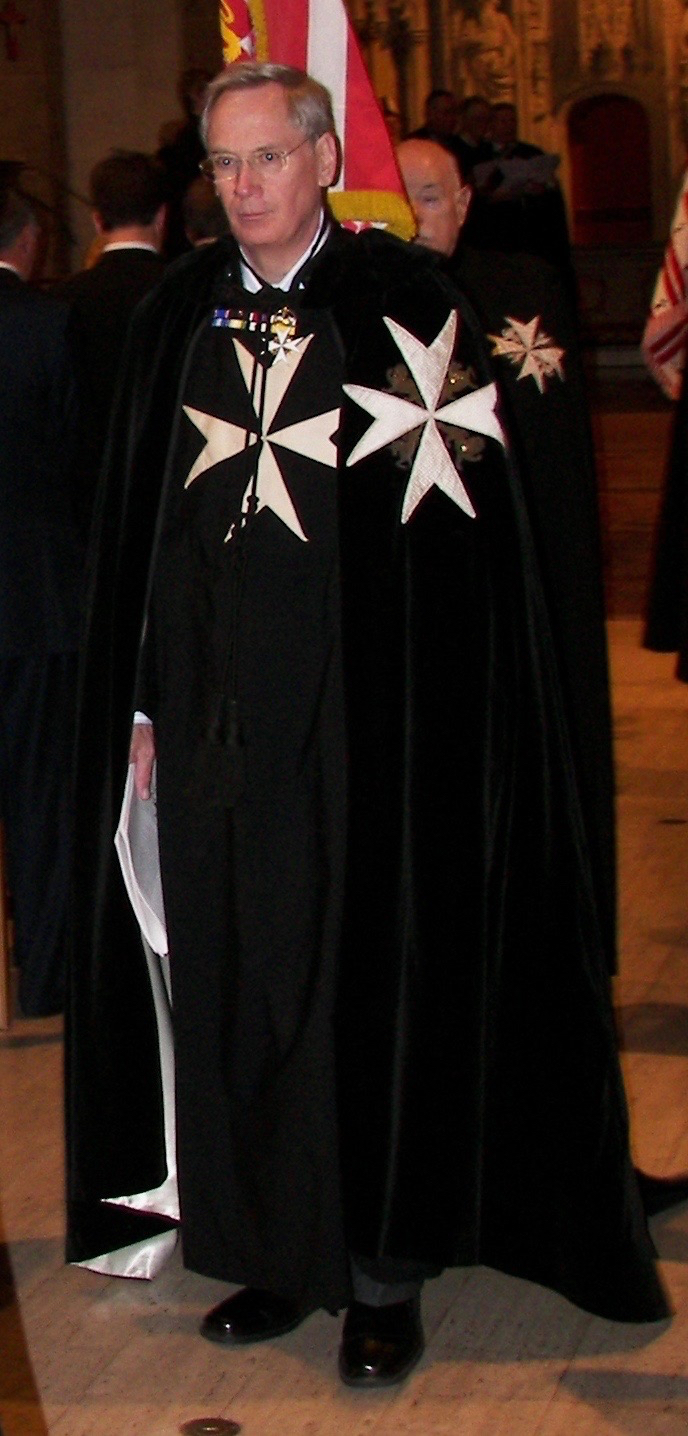
現在のグロスター公、リチャード王子

グロスター公爵（Duke of Gloucester）は、イギリス王室でしばしば時の君主の息子の1人に授けられる公爵位であり、その名はグロスタシャーのグロスターの地名にちなんでいる。現在の第6期の従属爵位は、アルスター伯爵とカローデン男爵である。

## 歴史
この爵位は最初1385年にイングランド王エドワード3世の13番目の子であるトマス・オブ・ウッドストックに授けられた。しかしトマスは甥リチャード2世と対立、1397年に追放され死亡したことにより爵位は消滅した。次に1414年、ヘンリー4世の5番目の子であるハンフリー・オブ・ランカスターに授けられたが、彼も政争で失脚した末に1447年に急死、再び爵位は消滅した。
第3期は1461年、エドワード4世が即位すると弟のリチャードに授けられた。後にリチャードが国王リチャード3世に即位すると、公領は国王領に編入された。1485年にリチャード3世がボズワースの戦いで戦死した後、3人のグロスター公のいずれもが後継ぎなく死んだためにこの爵位は不吉とされ、150年間誰にも授与されなかった。
次のグロスター公はチャールズ1世の息子のヘンリー・ステュアートに授けられたが、彼が亡くなると爵位自体が公式に消滅した。
アン女王の息子のウィリアム王子が生涯（1689年 - 1700年）に渡って「グロスター公」と自称していたが、結局正式には公爵位は与えられなかった。フレデリック・ルイスも若い頃（1718年 - 1726年）にグロスター公を自称していたが、後にエディンバラ公に列せられるとそちらを使うようになった。
次のグロスター公の創設はジョージ3世の弟ウィリアム・ヘンリーの時であり、正式爵位は「グロスター＝エディンバラ公」となった。
現在の第5期のグロスター公の創設はジョージ5世の子ヘンリー王子の時の事である。ヘンリー王子が亡くなると、爵位は息子のリチャード王子が継承し、現在に至っている。現時点での推定相続人はアルスター伯アレクサンダー・ウィンザーである。

## グロスター公 第1期（1385年）
- トマス・オブ・ウッドストック （1355年 - 1397年、1397年死亡により消滅）

## グロスター公 第2期（1414年）
- ハンフリー・オブ・ランカスター （1390年 - 1447年）

## グロスター公 第3期（1461年）
- リチャード （1452年 - 1485年、1483年に即位してリチャード3世）

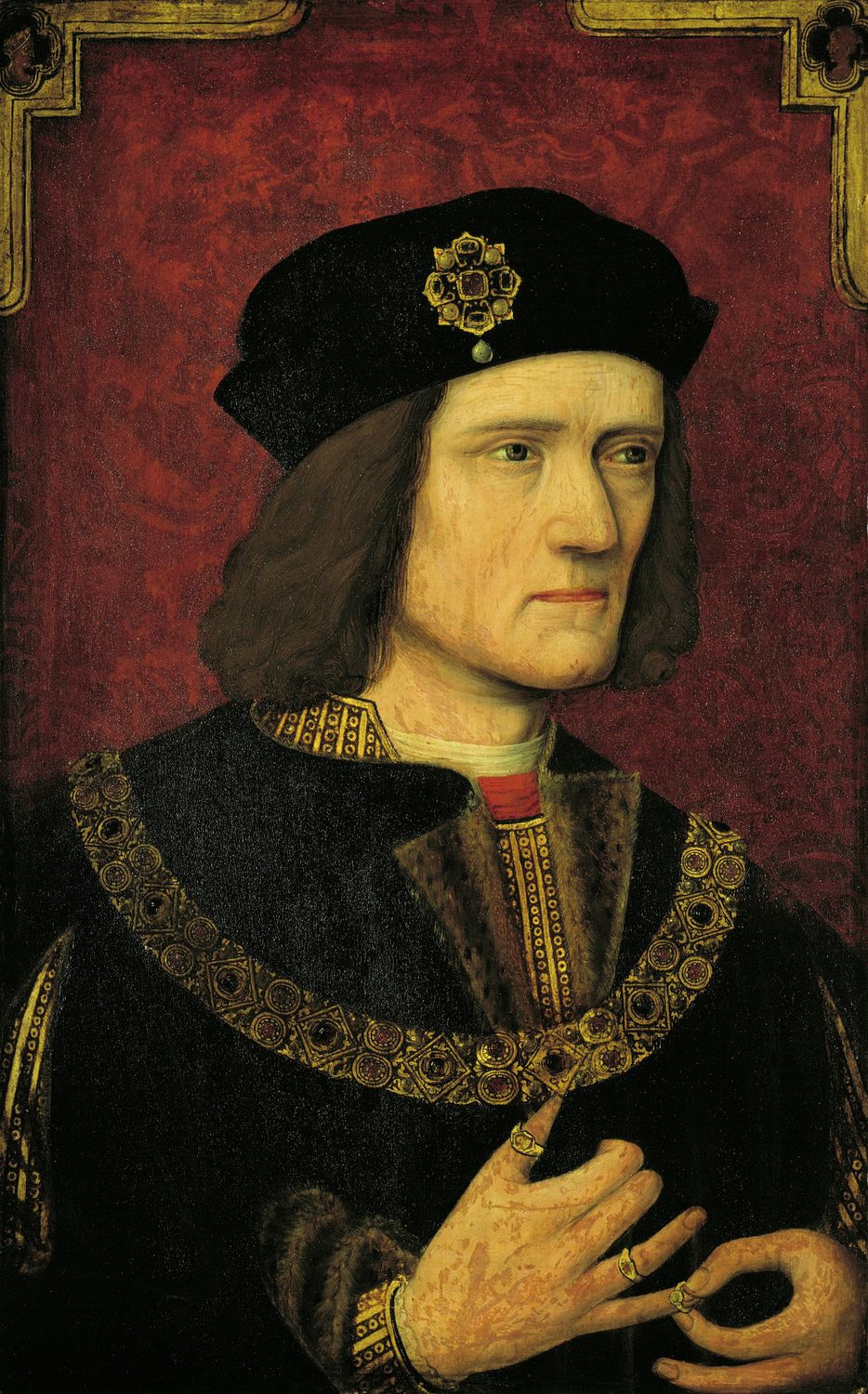
リチャード3世は1483年に即位するまでグロスター公だった。

## グロスター公 第4期（1659年）
- ヘンリー・ステュアート （1640年 - 1660年）

## グロスター＝エディンバラ公（1764年）
- ウィリアム・ヘンリー  （1743年 - 1805年）
- ウィリアム・フレデリック （1776年 - 1834年）

## グロスター公 第5期（1928年）
- ヘンリー （1900年 - 1974年）
- リチャード （1944年 - ）